# Sista körningen
Sista körningen är en svensk dramafilm från 1996 i regi av Ingrid Rudefors. I rollerna ses bland andra Gunilla Röör, Erika Höghede och Bengt Håkansson.

## Handling
Taxichauffören Eva plockar en kväll upp den upprörda kunden Ann som ber Eva att köra åt helvete. Eva tar gärna hand om Anna, men vad är det hon egentligen har i kikaren? I ett dunkelt hamnområde får deras möte oanade konsekvenser.

## Rollista
- Gunilla Röör – Eva Ekholm
- Erika Höghede – Anna Halvarsson
- Bengt Håkansson – polisen
- Tomas Olsson – konduktören
- Staffan Julén – taxipassagerare
- Peter Holthausen – taxipassagerare
- Emma Ferdén – tågluffare
- Maja Holthausen – tågluffare
- Sven Oredsson	– man på perrongen
- Johan Oredsson – man på perrongen
- Sonja Oredsson – kvinna på perrongen
- Eva Dalkvist – kvinna på perrongen

## Om filmen
Filmen producerades av Peter Holthausen för Lagnö Filmproduktion AB. Manus skrevs av Ingrid Rudefors efter en novell av Jan Olof Ekholm. Musiken komponerades av Jörgen Sälde och filmen fotades av Anders Bohman. Den klipptes av Christer Furubrand och premiärvisades den 4 februari 1996 på Göteborgs filmfestival. Den har visats i Sveriges Television två gånger: 1996 och 1997. Röör belönades med pris vid en filmfestival i Albany 1996 för sin rollprestation i filmen.